# Glenea dalatensis
Glenea dalatensis là một loài bọ cánh cứng trong họ Cerambycidae.